# عبد الله بن عبد الرحمن بن عدوان
عبد الله بن عبد الرحمن  من رجالات الملك عبد العزيز بن عبد الرحمن آل سعود. 

## نسبه
عبد الله بن عبد الرحمن  بن عبد الله بن الشيخ عبد الرحمن بن عبد الله بن عبد الرحمن بن عدوان، من العزاعيز من بني حنظلة من بني تميم. 

## نشأته
كان من رجالات الملك عبد العزيز بن عبد الرحمن آل سعود. ولد في بلدة حريملاء عام 1329 هـ، نشأ يتيماً منذ صغره، إذ توفى والده وهو في الثانية من عمره، وتوفيت والدته وهو في السابعة من عمره، فتربى في كنف جدته التي عُرفت بأنها امرأة فاضلة، ذات ورع ودين.
درس وتعلم في حريملاء، وهناك قرأ جزءاً من القرآن، ودرس على يد الشيخ حمد بن داوود، والشيخ عبد العزيز بن عبد الله بن سوداء.
بعد ذلك غادر حريملاء إلى الرياض برفقة عمه سعد بن محمد بن صالح وهو في الثانية عشرة من عمره، طلباً للعلم وبناءً على رغبة جدته. فالتحق بمسجد الشيخ عبد الله بن عبد اللطيف، فأكمل قراءة القرآن، ودرس التوحيد والفقة على يد الشيخ محمد بن عبد اللطيف، والشيخ حمد بن فارس، والشيخ سعد بن عتيق. في هذه الأثناء اتصل به الشيخ عبد الله الصبان، وعرض عليه رغبته في التحاقه بالأمير سعود بن عبد العزيز الكبير كاتباً يكتب له الرسائل ويقرأ عليه الحديث، فانتقل الشيخ عبد الله بن عدوان إلى ديوان الأمير.

## سيرته
ظل الشيخ عبد الله بن عدوان سبع سنوات كاتباً لدى الأمير سعود حتى وصل للأمير خطاب من الأمير محمد بن عبد الرحمن أكبر أخوة الملك عبد العزيز يرغب في نقل خدمات الشيخ عبد الله عند سموه، ولم يجيب الأمير سعود إلا بالموافقة على طلبه، فانتقل الشيخ عبد الله بن عدوان عند الأمير محمد بن عبد الرحمن بوظيفة كاتب خاص لسموه. والجدير بالذكر أن الشيخ عبد الله بن عدوان بقي في خدمة الأمير محمد بن عبد الرحمن سبع سنوات مماثلة للسبع السنوات التي كان بها في خدمة الأمير سعود بن عبد العزيز الكبير. ثم في تاريخ 1359/5/12هـ وصل للأمير محمد خطاب من الملك عبد العزيز يرغب فيه من أخيه بنقل خدمات عبد الله بن عدوان إلى خدمة الملك وهذا نص الخطاب حرفياً:
فوافق الأمير محمد بن عبد الرحمن على رغبة أخيه الملك عبد العزيز. فانتقل الشيخ عبد الله في معيته وأصبح من أهم رجالاته، رافق الملك عبد العزيز في مسراه ومغزاه حيث شارك في أربع غزوات صحبة الملك عبد العزيز، وبانتقاله تكون البداية لهذا السفر التاريخي الحافل بالعطاء المتميز.
لقد كان الشيخ عبد الله بن عدوان دوماً الرجل المناسب في المكان المناسب، فما أوكلت إليه أعمال ولا أنيطت به مهام، إلا وأتمها على الوجه الأكمل. كان يثري المنصب الذي يتولاه، لما يتمتع به من إخلاص، وحنكة إدارية شهد الجميع له بها. لهذا كان محط ثقة القائمين على هذا البلد الكريم، وأولهم الملك عبد العزيز بن عبد الرحمن آل سعود، فعهدوا إليه بالعديد من الأعمال والمهام، على المستووين الحكومي والخاص. بعيداً عن هذه المهام والمناصب، خلّف الشيخ عبد الله بن عدوان أعمالاً تذكر له فتشكر، أهمها:
- تبنى تحسين أحوال العاملين في شركة «أرامكو» وكتب خطاباً للشركة من إحدى عشرة فقرة تتضمن تحسين حقوق العمال وكلها تمت على الوجه المطلوب.
- أوجد أول معهد للإدارة لتحسين شؤون الموظفين وتدريبهم وجعله في وزارة المالية. والآن معهد الإدارة في الرياض له أثر فعال في الدولة.
- تبرّع بقصره الكبير الكائن في شمال مستشفى الشميسي المركزي والذي يُقدّر بأكثر من عشرة ملايين ريال، ليكون مقراً لــ«صندوق البر الخيري بالرياض».
- ساهم في إنشاء مطابع الرياض التي كان لها التأثير الكبير في حركة الطباعة والصحافة في المنطقة الوسطى، فكانت جميع الجرائد والمطبوعات تطبع فيها.

أما عن حياته الشخصية فكان مثقّف يحب الشعر والأدب، فقد حفظ وروى ما جعله مع الأدباء أدبياً على قلتهم في ذلك الوقت، فكانت دواوين أشعار الأدباء بين يديه نهل منها نهلاً أمثال المتنبئ وغيره.
كان متواضعاً وحسن الخلق والمنطق، محباً لأعمال الخير فقد بنى عدداً من المساجد على حسابه الخاص في الرياض والدمام والطائف وحريملاء، أحدها جامع عبد الله بن عدوان بحي عليشه بالرياض والذي تم بناؤه في عام 1378هـ على مساحة 3600متر مربع وهو أول جامع يبنى على الطراز الحديث. وأسهم في بناء عدد آخر من المساجد.

## أبناؤه وبناته
- عبد الرحمن بن عبد الله بن عبد الرحمن بن عدوان
- عبد العزيز بن عبد الله بن عبد الرحمن بن عدوان
- محمد بن عبد الله بن عبد الرحمن بن عدوان
- عصام بن عبد الله بن عبد الرحمن بن عدوان
- منيرة بنت عبد الله بن عبد الرحمن بن عدوان
- رابعة بنت عبد الله بن عبد الرحمن بن عدوان
- نورة بنت عبد الله بن عدوان
- دلال بنت عبد الله بن عبدالرحمن بن عدوان
- هاجر بنت عبد الله بن عبد الرحمن بن عدوان
- حصه بنت عبد الله بن عبد الرحمن بن عدوان

## المهام التي تولاها
- كاتب الأمير سعود بن عبد العزيز الكبير (1337-1342هـ).
- كاتب الأمير محمد بن عبد الرحمن (1347-1359هـ).
- عضو هيئة المراقبة (1359 -1362هـ).
- رئيس هيئة المراقبة (1362 -1367هـ).
- رئيس مكتب وزارة المالية (السعودية) (1367 -1370هـ).
- وزير مفوض من الدرجة الأولى (1370 -1372هـ).
- وكيل وزارة مساعد (1372 -1374هـ).
- وكيل وزارة المالية (السعودية) (1374 -1377هـ).
- وزير دولة (1377هـ).
- نائب عن وزير المالية بـمجلس الوزراء السعودي (1377 -1378هـ).
- وزير دولة للشئون المالية والاقتصادية (1378هـ).
- رئيس مجلس إدارة هيئة الوصاية على تركة الملك سعود (1389 -1412هـ).
- رئيس لجنة عوائد الحاضرة والبادية السعودية بوزارة المالية.
- رئيس مجلس إدارة مؤسسة اليمامة الصحفية.
- رئيس مجلس إدارة بنك الرياض.
- رئيس مجلس إدارة شركة كهرباء الرياض.
- رئيس مجلس إدارة شركة الغاز والتصنيع الاهلية.
- رئيس مجلس إدارة شركة الأسمنت السعودية.
- رئيس مجلس إدارة شركة الاسمنت السعودي البحريني.
- رئيس مجلس إدارة شركة الجبس الأهلية.
- رئيس مجلس إدارة شركة كهرباء حريملاء وضواحيها.
- عضو مجلس إدارة شركة اسمنت اليمامة السعودية المحدودة.

## وفاته
توفي الشيخ عبد الله بن عدوان ثاني أيام عيد الفطر المبارك لعام 1412هـ في الرياض، ودفن في مقبرة العود.
| سبقه محمد بن سرور الصبان | وزير المالية السعودي 1377 هـ - 1378 هـ | تبعه فيصل بن عبد العزيز آل سعود |